# Silverwood Lake
Silverwood Lake est un grand réservoir dans le comté de San Bernardino, Californie, États-Unis, situé sur la rivière West Fork Mojave, un affluent de la rivière Mojave dans les montagnes de San Bernardino. Il a été constitué en 1971 dans le cadre du State Water Project, par la construction du barrage Cedar Springs en tant que retenue sur l'aqueduc de Californie (inondant par conséquent l'ancienne ville de Cedar Springs  ); il a une capacité de 90 000 000 m3.

## Caractéristiques
Silverwood Lake est situé sur la branche est de l'aqueduc de Californie. Il est exploité par le Département des ressources en eau de Californie et constitue une source d'eau majeure pour les agences desservant les régions voisines de la montagne San Bernardino et du désert de Mojave. Quelque 9,7 km2 de terrains de loisirs entourent le lac.
À une altitude de 1 023 m, le lac Silverwood est le plus haut réservoir du State Water Project.

## Zone de loisirs de l'État de Silverwood Lake

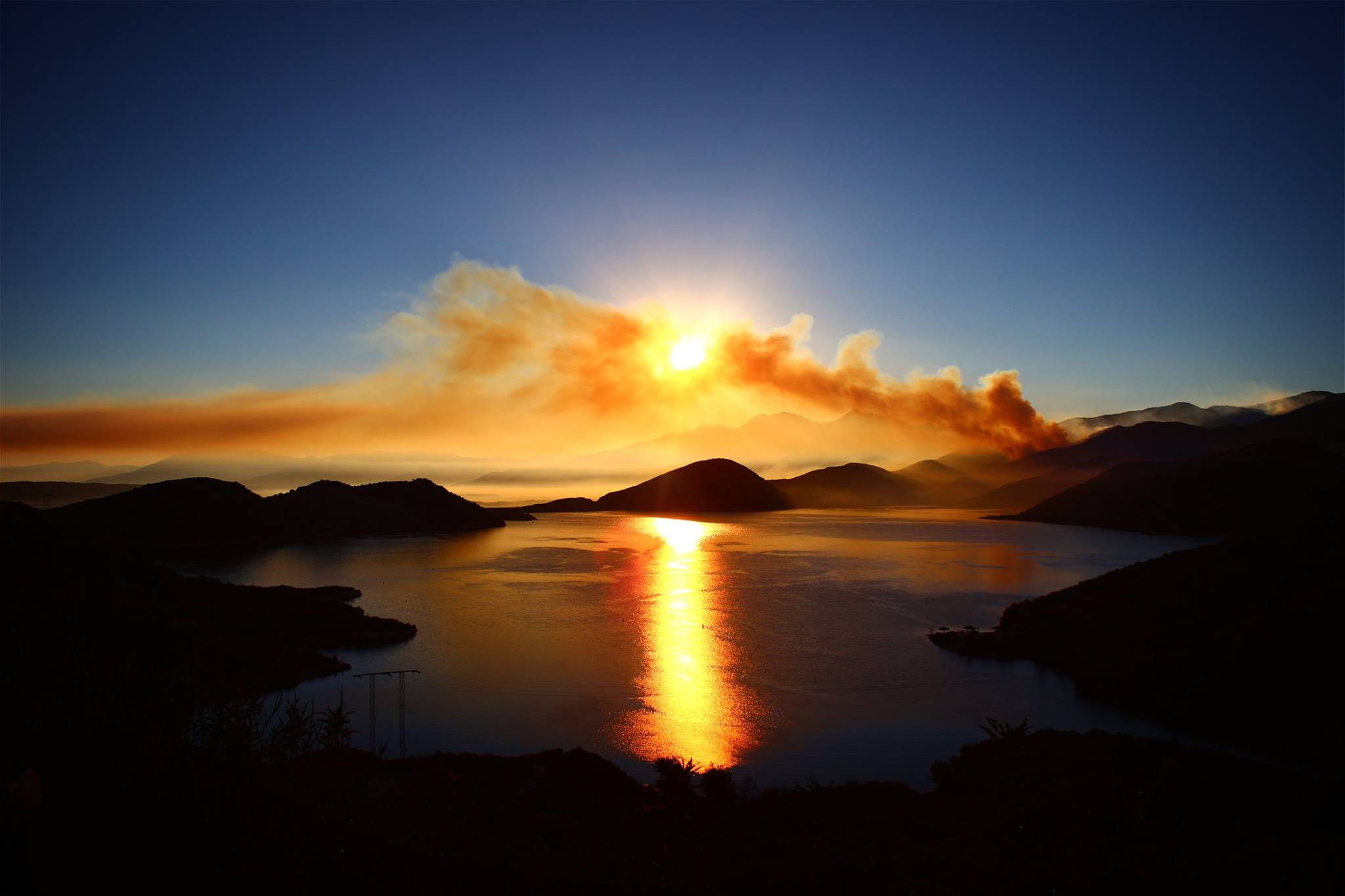
Lever du soleil à travers la fumée de Pilot fire sur Silverwood Lake State Recreation Area

La zone de loisirs de l'État de Silverwood Lake est l'un des nombreux parcs d'État de Californie qui propose des pique-niques, des sentiers de randonnée, des plages de baignade et des zones désignées pour la navigation de plaisance, le ski nautique et la pêche.
Le Pacific Crest Trail, «the jewel in the crown of America's scenic trails», qui s'étend sur 2 650 miles du Mexique au Canada en passant par trois États de l'ouest, traverse la zone de loisirs de Silverwood Lake State, avec des points de départ pour des randonnées courtes ou longues.
Une étude réalisée en 2009 par le California Water Board a révélé des niveaux considérablement élevés de polychlorobiphényles (PCBS) et de mercure toxiques chez l'achigan à grande bouche au réservoir Silverwood,,.
Cela a incité les médias locaux à exprimer leurs inquiétudes quant au grand nombre de pêcheurs qui prennent et mangent du poisson de ce lac populaire de l' Inland Empire,,. L'Office of Environmental Health Hazard Assessment (OEHHA) de Californie a élaboré un avis de sécurité alimentaire pour les poissons capturés dans le lac en fonction des niveaux de mercure ou de PCB trouvés dans les espèces locales.

## Voir également
- Liste des barrages et réservoirs en Californie
- Liste des lacs de Californie